# RAF Leeming
La Royal Air Force Station Leeming o RAF Leeming è una base aerea della Royal Air Force situata vicino Leeming, nel North Yorkshire (Regno Unito), entrata in attività nel 1940.
Camilla, Duchessa di Cornovaglia è l'Air Commodore onorario della base.

## Storia

### 1940-1949
La base fu aperta nel 1940 come base per i bombardieri. Nel 1943 vi fu assegnato il No. 6 Group della Royal Canadian Air Force (RCAF) con una base dipendente presso Skipton-on-Swale. I principali aeromobili che vi operarono furono i bombardieri Whitley, Stirling, Halifax e Lancaster.
Di seguito gli squadroni di stanza alla base negli anni quaranta:
- un distaccamento del No. 219 Squadron RAF dal 4 ottobre 1939 al 12 ottobre 1940, quando la maggior parte dello squadrone fu trasferita a Catterick, utilizzava velivoli Bristol Blenheim IF.[2]
- No. 10 Squadron RAF dall'8 luglio 1940 al 5 luglio 1942, usava Handley Page Halifax Mks I & II.[3]
- No. 7 Squadron RAF ricostituito nella base il 1º agosto 1940 con lo Short Stirling I, poi trasferito alla base di RAF Oakington il 29 ottobre 1940.[4]
- No. 102 Squadron RAF dal 25 agosto 1940 al 1º settembre 1940, volava con Armstrong Whitworth Whitley V prima del trasferimento alla base di RAF Prestwick.[5]
- No. 35 Squadron RAF dal 20 novembre 1940 al 5 dicembre 1940 utilizzando l'Halifax I prima del trasferimento alla base di RAF Linton-on-Ouse.[6]
- No. 77 Squadron RAF dal 5 settembre 1941 al 6 maggio 1942, volava con Whitley V, prima del trasferimento alla base di RAF Chivenor.[7]
- No. 408 Squadron RCAF dal 14 settembre 1942 al 27 agosto 1943 con gli Halifax V e I, prima del trasferimento alla base di RAF Linton-on-Ouse.[8]
- 1659 HCU RAF 1941-1942
- No. 424 Squadron RCAF dall'8 aprile 1943 al 3 maggio 1943, usando il Vickers Wellington X, prima del trasferimento alla base di RAF Dalton.[9]
- No. 427 Squadron RCAF dal 5 maggio 1943 al 31 maggio 1946, quando lo squadrone fu disciolto. Lo squadrone inizialmente usò gli Halifax V and III, prima del cambio con gli Avro Lancaster Mk.I e III nel marzo 1945.[9]
- No. 429 Squadron RCAF dal 13 agosto 1943 al 31 maggio 1946, quando lo squadrone fu disciolto. Lo squadrone inizialmente usò gli Halifax V e III prima del cambio con gli Avro Lancaster Mk.I e III nel marzo 1945.[9]

### 1950-1990
Nel dopoguerra la base divenne una base di caccia per azioni notturne, dotata inizialmente di Mosquito e quindi di Meteor e di Javelin prima di diventare un aeroporto del Training Command nel 1961. La base quindi divenne la No. 3 Flying Training School, dotata di Jet Provost.
Nello stesso periodo vi furono di stanza altre unità:
- 228 Operational Conversion Unit RAF 1948-1961
- No. 3 Flying Training School RAF 1965-1975
- Northumbrian Universities Air Squadron  1974-oggi.

### 1990-presente
Dal 1988 operò come base d'addestramento. Poi divenne una base del fronte di difesa dotata di Tornado F3. Inizialmente vi furono di stanza l'11, il 23 e il 25 (XXV) Squadron, tutti dotati di F3.
Il 23 Squadron fu disciolto il 1º marzo 1994, e fu riformato presso la base di RAF Waddington nel 1996 impegnando il Sentry E3D. Questo lasciò due squadroni di Tornado, che costituirono la metà degli squadroni dei caccia da difesa della RAF. L'11 Squadron fu disciolto nell'ottobre 2005, ma fu riformato presso la base di RAF Coningsby il 29 marzo 2007 volando con gli Eurofighter Typhoon F2. L'ultimo squadrone di Tornado a Leeming (No. XXV Squadron) fu disciolto il 4 aprile 2008.
Gli unici aviogetti rimanenti sono il BAe Hawk del 100 Squadron, che fornisce un servizio di addestramento al combattimento aereo, nonché il supporto per il Forward Control Unit Support Training Joint Air (JFACTSU).
Attualmente Leeming opera come Forward Operating Base e come un veloce impianto di rotazione nel turno degli aviogetti. Le basi rimanenti della difesa aerea sono RAF Leuchars in Fife, Scozia che ha anche scambiato i suoi Tornado F3 per il Typhoon, e dal giugno 2007 RAF Coningsby in Lincolnshire che è sede di Typhoon F2S. Coningsby ha preso il posto di Leeming come principale base di difesa aerea dell'Inghilterra nel mese di aprile del 2008, quando il No. 3 Squadron RAF è diventato pienamente operativo. Leeming è anche sede del No. 11 Air Experience Flight e del Northumbrian Universities Air Squadron, con quattro velivoli Grob Tutor di stanza.
Il futuro della RAF Leeming dopo lo scioglimento del suo squadrone Tornado per un certo periodo non è stato chiaro. Secondo i piani attuali del Ministero della difesa del Regno Unito, le unità di supporto aereo del 2 Gruppo e del personale da RAF Boulmer e altrove, che erano destinati a passare a RAF Scampton nel Lincolnshire, saranno di stanza a Leeming a causa di problemi con la sistemazione a Scampton. Dal 2008 questo è in corso.
Non è chiaro se Leeming, che è stata ricostruita sostanzialmente meno di venti anni fa, continuerà come una base di volo. Tuttavia, le Red Arrows, che hanno base anche a Scampton, si trasferiranno a Waddington, probabilmente entro la fine del decennio. Si crede si stiano dibattendo più possibilità. Leeming fu sviluppata come un hub di comunicazione con la No. 90 Signals Unit essendo l'unità residente. Attualmente rimangono due squadroni di volo, il 100 Squadron e la Northumbria University Air Squadron, e non ci sono piani di scioglimento o spostamento di uno di questi squadroni.
Presso la base il 1º aprile 2006 è stata costituita la No. 135 Air Expeditionary Wing (AEW), ed essa comprende la maggior parte delle unità di personale non formate. L'EAW non include gli squadroni volanti o altre unità formate. Il comandante della stazione RAF Leeming è anche il comandante di volo.
I seguenti squadroni sono stati di stanza a RAF Leeming nei medesimi periodi:
- No. 23 Squadron RAF RAF 1988-1994
- No. 11 Squadron RAF RAF 1988-2005
- No. 25 Squadron RAF RAF 1989-2008

L'unità di controllo del traffico aereo della stazione è stato giudicato il migliore nella Royal Air Force nel febbraio 2012, vincendo il Trofeo Falconer Raytheon.

## Unità di volo attuali
- No. 100 Squadron RAF  1995-
- Northumbrian UAS RAF 1974-
  - 11 AEF RAF 1980-
- JFACTSU RAF 1995-

## Unità di terra attuali
- No. 609 (West Riding) Auxiliary Squadron (Force protection)  1998-
- 34 Squadron RAF Regiment RAF 2001-
  - 135 Expeditionary Air Wing
  - Base Support Wing
    - Administrative Squadron
    - Plans and Business Squadron
    - Finance Department

  - Forward Support Wing
    - Forward Support Sqn
    - Logistics Sqn

  - Operations Wing
    - Operations Squadron
    - Air Movements Squadron
    - Airfield Support Squadron

  - 90 Signals Unit
    - Force Generation Wing
      - Engineering Support Sqn
      - Operational Evaluation and Conversion Sqn
      - Operations Sqn

    - Tactical Communications Wing
      - 1 Field Communications (FC) Squadrons
      - 2 Field Communications (FC) Squadrons
      - 3 Field Communications (FC) Squadrons
      - 4 Field Communications (FC) Squadrons
      - 5 Information Services (IS) Squadrons

  - 2 Force Protection Wing
  - 10 Field Squadron (Air Support) Royal Engineers (part of 39 Engineer Regiment)